# Gonzalo Duarte
Gonzalo Duarte Leiva (Talcahuano, 1 de abril de 1953) es un sociólogo y político chileno, exalcalde y exdiputado por la comuna de La Florida, correspondiente al distrito 26. Es militante de la Democracia Cristiana (DC).

## Biografía
Nacido en Talcahuano, es hijo de Waldo y Alicia y el menor de tres hermanos: Waldo y Fernando. Llegó siendo pequeño a vivir a Santiago, en lo que entonces era la comuna de Ñuñoa. Casado con Cecilia Concha Laborde, trabajadora social, tiene dos hijos: Ignacio y Gonzalo. 
Gonzalo Duarte es de profesión Sociólogo y comienza su carrera política el año 1990, cuando fue nombrado por el recién electo Presidente Patricio Aylwin, como alcalde de la comuna de La Florida, una de las más grandes del país, siendo reelecto por la comunidad para el cargo, tanto en el año 1992 como en 1996. Durante estos años, es reconocido por su trabajo a nivel comunal, impulsando el desarrollo de una comuna que se destaca por su progreso y por múltiples programas sociales, cuya experiencia se recoge posteriormente en Políticas de Nivel Nacional (Pavimentos participativos; presupuestos municipales participativos; programas de superaciòn de pobreza, entre otros). 
Desempeña también una importante labor nacional e internacional, siendo electo Presidente de la Asociación Chilena de Municipalidades, Vicepresidente de la Federación Mundial de Ciudades Unidas, Presidente del Capítulo Latinoamericano de la Unión Internacional de Autoridades Locales y Presidente de la Federación Latinoamericana de Asociaciones de Municipios.  En este tiempo también fue reconocido por la UNICEF, por su esfuerzo y trabajo realizado en la defensa de los derechos de los niños y niñas. 
El año 2000 se integra al Ministerio de Vivienda y Urbanismo, como Director Nacional del programa Chile Barrio, en donde logra conducir con éxito  programas orientados a cumplir el sueño de la casa propia, a más de 95.000 familias. 
El año 2005 es electo como diputado de la República, llegando a ser reconocido por el programa de TVN Informe Especial, como uno de los mejores diputados en ejercicio, gracias a su 100% de asistencia al congreso, y a ser el segundo diputado con mayor cantidad de leyes publicadas. 
Integra las comisiones de Regionalización, Planificación y Desarrollo Social, Vivienda y Desarrollo Urbano, Gobierno Interior, y la comisión especial sobre Seguridad Ciudadana y de Drogas.
Para las elecciones a diputado del año 2009 se presenta para la reelección, pero por el distrito de La Granja, Macul y San Joaquín, siendo derrotado por Ximena Vidal y Felipe Salaberry.

## Historial electoral

### Elecciones municipales de 1992
- Elecciones municipales de 1992, para la alcaldía de (La Florida)[1]

### Elecciones municipales de 1996
- Elecciones municipales de 1996, para la alcaldía de (La Florida)[2]

### Elecciones Municipales 2000
- Elecciones municipales de 2000, para la alcaldía de La Florida [3]

(Se consideran sólo los 3 candidatos más votados, de un total de 21 candidatos)

### Elecciones Parlamentarias de 2005
- Elecciones parlamentarias de 2005, a Diputado por el distrito 26 La Florida[4]

### Elecciones Parlamentarias de 2009
- Elecciones Parlamentarias de 2009, a Diputado por el distrito 25 La Granja, Macul y San Joaquín[5]

### Elecciones Municipales 2012
- Elecciones municipales de 2012, para la alcaldía de La Florida [6]